# Wiersen
Wiersen ist einer der 16 Ortsteile der Gemeinde Auetal im Landkreis Schaumburg in Niedersachsen.

## Geographie
Der Ort liegt am nordöstlichen Rand des Gemeindegebietes östlich der Bückeberg am Riesbach und an der Kreisstraße K 62. Südöstlich verläuft die A 2 und westlich die Landesstraße L 443.

## Geschichte
Am 1. Dezember 1910 hatte der Ort 135 Einwohner und gehörte zum Kreis Rinteln. Am 1. März 1974 wurde Wiersen in die Gemeinde Schoholtensen eingegliedert und bereits am 1. April 1974 wurde die neue Gemeinde aufgelöst und der neuen Gemeinde Auetal zugewiesen.